# Безю-ле-Гери
Безю-ле-Гери́ (фр. Bézu-le-Guéry) — коммуна во Франции, находится в регионе Пикардия. Департамент коммуны — Эна. Входит в состав кантона Эссом-сюр-Марн. Округ коммуны — Шато-Тьерри.
Код INSEE коммуны — 02084.

## Население
Население коммуны на 2010 год составляло 259 человек.
| 1962 | 1968 | 1975 | 1982 | 1990 | 1999 | 2010 |
| ---- | ---- | ---- | ---- | ---- | ---- | ---- |
| 149  | 153  | 121  | 138  | 165  | 204  | 259  |

## Экономика
В 2010 году среди 178 человек трудоспособного возраста (15—64 лет) 141 были экономически активными, 37 — неактивными (показатель активности — 79,2 %, в 1999 году было 77,2 %). Из 141 активных жителей работали 129 человек (66 мужчин и 63 женщины), безработных было 12 (7 мужчин и 5 женщин). Среди 37 неактивных 15 человек были учениками или студентами, 13 — пенсионерами, 9 были неактивными по другим причинам.